# Lukáš Masopust
Lukáš Masopust (* 12. února 1993 Božejov) je český profesionální fotbalista, který hraje na pozici pravého či středního záložníka za český klub FC Slovan Liberec. Mezi lety 2018 a 2023 odehrál také 34 utkání v dresu české reprezentace, v nichž vstřelil 2 branky.
Masopust získal čtyři ligové tituly se Slavií, třikrát také vyhrál český pohár.

## Klubová kariéra
Masopust s fotbalem začínal v Božejově, odkud se v roce 1999 přesunul do Kamenice nad Lipou. Ve věku 11 let odešel do akademie Vysočiny Jihlava.

### Vysočina Jihlava
Masopust se v létě 2012 zapojil do přípravy A-týmu pod novým jihlavským trenérem Františkem Komňackým. Svůj debut si odbyl 30. července 2012, kdy nastoupil v základní sestavě prvního ligového kola proti pražské Slavii a dvěma asistencemi zajistil Jihlavě bod za remízu 3:3. Masopust se ihned stal stabilním členem základní sestavy jihlavského celku a v srpnu podepsal dlouhodobý kontrakt. Svůj první gól v české nejvyšší soutěži vstřelil 13. dubna 2013 při remíze 2:2 v Příbrami. Ve své první sezoně odehrál Masopust 31 soutěžních utkání s bilancí 1 branky a 6 asistencemi.
Mládežnický reprezentant nepřišel o své místo v základní sestavě ani na začátku sezony 2013/14. Dne 27. července 2013 se střelecky prosadil při prohře 1:2 na půdě Slovácka. V průběhu celé sezony odehrál 26 soutěžních utkání, vstřelil 5 branek a přidal 4 asistence.
Masopust vynechal začátek sezony 2014/15 kvůli zranění kolene. Svůj první zápas v nové sezoně odehrál až 1. listopadu 2014, kdy nastoupil do závěru utkání proti Teplicím. O týden později skóroval při výhře 2:1 nad Viktorií Plzeň. Během podzimní části sezony nastoupil do 3 utkání a vstřelil jednu branku.
Dohromady v dresu Jihlavy odehrál 60 zápasů, ve kterých se sedmkrát gólově prosadil.

### Jablonec
V lednu 2015 přestoupil Masopust do Jablonce. Podepsal smlouvu do června 2018. V dresu Jablonce debutoval 20. února 2015, když v 76. minutě ligového utkání proti Slovácku vystřídal Nermina Crnkiće. Svou první branku vstřelil 10. dubna při výhře 4:0 nad Hradcem Králové. 27. května 2015 odehrál celé finálové utkání českého poháru proti Liberci, prohře 1:2 po penaltovém rozstřelu však zabránit nedokázal. Dohromady v jarní části sezony 2014/15 odehrál 15 soutěžních utkání s bilancí 1 gólu a 1 asistence. V létě 2015 si zahrál na domácím Mistrovství Evropy do 21 let.
Masopust si 29. července 2015 odbyl svůj debut v pohárové Evropě, když se objevil v základní sestavě Jablonce v utkání třetího předkola Evropské ligy proti Kodani. Masopust se v sezoně 2015/16 stal stabilním členem základní sestavy, postoupil s Jabloncem do čtvrtého předkola Evropské ligy, kde však nestačili na nizozemský Ajax, a také do finále českého poháru. Masopust odehrál 18. května 2016 celé finálové utkání proti Mladé Boleslavi, ale s Jabloncem opět pohárové finále prohrál, tentokrát 0:2. Dohromady v sezoně odehrál 35 soutěžních utkání, vstřelil 5 gólů a přidal 1 asistenci.
Masopust o své místo v sestavě Jablonce nepřišel ani v sezoně 2016/17. Kvůli opakujícím se zraněním ale odehrál jen 20 soutěžních utkání, v nichž si připsal 3 asistence.
V sezoně 2017/18 se Masopust stal klíčovým hráčem Jablonce. 27. listopadu 2017 poprvé vedl klub jako kapitán do ligového utkání, a to při remíze 1:1 s pražskou Slavií. 17. března dvěma brankami rozhodl o výhře 4:0 na půdě Jihlavy. Svými výkony si v březnu 2018 řekl o svou premiérovou pozvánku do české reprezentace. Zároveň s Jabloncem podepsal novou smlouvu do léta 2020. 25. dubna jediným gólem zápasu rozhodl o postupu Jablonce do finále českého poháru po výhře 1:0 nad Zlínem. 9. května nastoupil do finálového utkání proti pražské Slavii, kvůli zranění ale odehrál jen první poločas. Jablonec zápas prohrál 1:3. Dohromady v sezoně 2017/18 Masopust odehrál 31 soutěžních utkání s bilancí 6 branek a 8 asistencí.
Masopust si v sezoně 2018/19 zahrál v základní skupině Evropské ligy, odehrál tři zápasy a připsal si jednu asistenci v utkání proti Dynamu Kyjev při remíze 2:2. 11. srpna gólem a asistencí rozhodl o výhře 4:1 nad Karvinou. 7. října opět skóroval a asistoval při výhře 2:0 nad Slováckem. 3. listopadu skóroval při výhře 6:2 nad pražskou Duklou; v zápase ale utrpěl po faulu Jána Ďurici vážné zranění postranního vazu v pravém koleni a přišel o zbytek podzimu. V podzimní části sezony odehrál Masopust 17 utkání, vstřelil 4 branky a přidal 6 asistencí.
Dohromady v dresu Jablonce odehrál 118 utkání s bilancí 16 branek a 20 asistencí.

### Slavia Praha
Masopust v lednu 2019 přestoupil do pražské Slavie, se kterou podepsal smlouvu na 3,5 roku. V dresu Sešívaných debutoval 21. února 2019 v zápase Evropské ligy proti Genku. Hned o 4 dny později vstřelil první branku ve Slavii při své ligové premiéře a pomohl k výhře nad Slováckem 4:0. Masopust se ihned stal stabilním členem základní sestavy trenéra Jindřicha Trpišovského, pomohl k postupu přes španělskou Sevillu do čtvrtfinále Evropské ligy, kde Slavia nestačila na londýnskou Chelsea. 10. března skóroval po 66 sekundách ligového utkání proti Baníku Ostrava a pomohl k výhře 4:0. 24. dubna skóroval při výhře 3:0 nad pražskou Spartou v semifinále českého poháru. Ve finálovém zápase stvrdil druhou brankou Pražanů vítězství nad Baníkem Ostrava 0:2. Masopust vyhrál český pohár poprvé ve své kariéře, a to ve svém čtvrtém finále. Se Slavií zvítězil také v ligové soutěži a slavil zisk domácího double. V jarní části sezony odehrál 19 utkání s bilancí 6+4.
Dne 6. července 2019 asistoval při výhře 3:0 nad Spartakem Trnava v československém superpoháru. 20. srpna skóroval při výhře 1:0 na půdě CFR Kluž ve čtvrtém předkole Ligy mistrů a po výhře 1:0 v odvetném utkání postoupil se Slavií do základní skupiny milionářské soutěže. Masopust odehrál všech šest utkání v základní skupině a připsal si asistenci v utkání proti Barceloně. 15. prosince gólem a dvěma asistencemi rozhodl o výhře 4:1 nad Českými Budějovicemi. V dresu Slavie odehrál v sezoně 2019/20 dohromady 37 utkání, vstřelil 7 branek a přidal 5 asistencí a pomohl Slavii k obhajobě ligového titulu.
V létě 2020 byl spojován s přestupem do anglického West Hamu, rozhodl se však pokračovat v pražském klubu. 23. srpna skóroval v utkání prvního kola nové sezony při výhře 6:0 nad Českými Budějovicemi. Masopust si udržel místo v základní sestavě Slavie, pomohl k postupu až do čtvrtfinále Evropské ligy, kde pražský celek nestačil na londýnský Arsenal. 4. dubna vedl Masopust Slavii poprvé jako kapitán do ligového utkání, a to při remíze 0:0 se Zbrojovkou Brno. Se Slavií vyhrál potřetí během tří sezon ligový titul a 20. května 2021 odehrál celé vítězné finále českého poháru proti Viktorii Plzeň a slavil zisk domácího double. V sezoně 2020/21 odehrál 45 soutěžních zápasů s bilancí 2+7. V létě 2021 si zahrál na Mistrovství Evropy 2020.
Dne 10. srpna 2021 vstřelil Masopust jedinou branku odvetného utkání třetího předkola Ligy mistrů proti Ferencvárosi, na postup do dalšího předkola to ale nestačilo. 19. srpna vedl Slavii jako kapitán do utkání čtvrtého předkola Evropské ligy proti Legii Warszawa a gólem a asistencí přispěl k remíze 2:2. Do odvetného utkání kvůli svalovému zranění nenastoupil a Slavia po prohře 1:2 sestoupila do základní skupiny Konferenční ligy. Se Slavií postoupil až do čtvrtfinále soutěže, kde nestačili na nizozemský Feyenoord. V dresu Slavie nastoupil do několika utkání i na pozici stopera. V březnu 2022 si poranil tříslo a předčasně pro něj skončila sezona. V sezoně 2021/22 odehrál dohromady 30 soutěžních utkání, vstřelil 2 branky a přidal 8 asistencí.
V létě 2022 prodloužil Masopust smlouvu se Slavií do roku 2025. Masopust postoupil se Slavií přes tři předkola až do základní skupiny Konferenční ligy 2022/23. 15. září gólem a asistencí rozhodl o výhře 3:2 nad KF Ballkani. Se Slavií nedokázal postoupit do jarní vyřazovací fáze. 19. října vedl Slavii opět jako kapitán, tentokrát v utkání třetího kola MOL Cupu proti Dukle Praha a gólem přispěl k výhře 4:0. O čtyři dny později skóroval také v pražském derby proti Spartě a pomohl k vysoké výhře 4:0. 3. května 2023 zvítězila Slavia ve finále českého poháru nad pražskou Spartou 2:0; Masopust do utkání nenastoupil kvůli zranění. Dohromady v sezoně 2022/23 odehrál 30 utkání s bilancí 4+6.
Masopust v srpnových předkolech Evropské ligy 2023/24 gólem a dvěma asistencemi přispěl k postupu do skupinové fáze. V základní skupině skóroval v zápasech proti Servette a AS Řím a pomohl k postupu do osmifinále, kde Slavia nestačila na italský AC Milán. V úvodním osmifinále Masopust vyrovnal slávistický rekord v počtu odehraných zápasů v pohárech (55 utkání) a dotáhl tím nigerijského křídelníka Petera Olayinku. Dohromady v sezoně 2023/24 odehrál Masopust 35 zápasů, vstřelil 3 branky a přidal 6 asistencí.
Dne 7. srpna 2024 nastoupil Masopust v základní sestavě Slavie s kapitánskou páskou do utkání třetího předkola Ligy mistrů proti Unionu Saint-Gilloise a překonal rekord v počtu startů za Slavii v pohárech. Se Slavií nedokázal postoupit do ligové fáze milionářské soutěže a v září nebyl zařazen na soupisku Slavie pro Evropskou ligu. V průběhu podzimní části sezony 2024/25 odehrál i vinou poranění hamstringu jen 5 utkání v dresu Slavie.
Masopust odehrál ve slavistickém dresu během šesti let 201 soutěžních utkání, získal s ní čtyři tituly a také tři prvenství v domácím poháru, zažil s ní i hlavní fázi Ligy mistrů.

### Slovan Liberec
V lednu 2025 odešel ze Slavie na půlroční hostování do libereckého Slovanu. Svůj debut si pod vedením trenéra Radoslava Kováče 1. února při ligové prohře 0:1 s Baníkem Ostrava. 4. května vstřelil svou první branku v dresu Liberce, a to při prohře 1:4 s Bohemians 1905. O týden později vedl do odvetného utkání Liberec poprvé jako kapitán při výhře 1:0. V průběhu jarní části sezony se stal stabilním členem základní sestavy, odehrál 8 utkání, vstřelil 1 branku a přidal 2 asistence.
V červnu 2025 přestoupil Masopust do Slovanu Liberec natrvalo, podepsal smlouvu do roku 2028.

## Reprezentační kariéra

### Mládežnické reprezentace
Masopust odehrál mezi lety 2012 a 2015 odehrál 14 utkání v dresu českých mládežnických reprezentací.
Svými výkony v podzimní části Gambrinus ligy 2012/13 si řekl o pozvánku do českého národního týmu do 20 let.
V březnu 2013 jej trenér Jakub Dovalil povolal do české reprezentace do 21 let na přátelské zápasy s Ukrajinou a Tureckem, přičemž proti Turecku (0:0) si odbyl reprezentační premiéru v této věkové kategorii.
Trenér Jakub Dovalil jej v červnu 2015 nominoval na domácí Mistrovství Evropy do 21 let konané v Praze, Olomouci a Uherském Hradišti. Na turnaji nastoupil do dvou utkání jako střídající hráč, Češi ale nedokázali postoupit ze základní skupiny.

### Seniorská reprezentace
Dne 26. března 2018 si odbyl svůj debut v seniorské reprezentaci pod vedením trenéra Karla Jarolíma v přípravném utkání proti Číně. Na svůj další reprezentační start čekal téměř jeden rok, nastoupil do kvalifikačního utkání proti Anglii 22. března 2019 a o čtyři dny později nastoupil v základní sestavě v přípravném zápase v pražském Edenu proti Brazílii.
V roce 2019 se stal stabilním členem základní sestavy české reprezentace a 10. září 2019 vstřelil svou první reprezentační branku při výhře 3:0 na půdě Černé Hory.
V létě 2021 byl trenérem Jaroslavem Šilhavým nominován na závěrečný turnaj Mistrovství Evropy ve fotbale 2020. Na turnaji nastoupil do všech pěti zápasů české reprezentace v základní sestavě a pomohl k postupu do čtvrtfinále, kde Češi nestačili na dánský výběr.
Dne 24. března 2022 nastoupil v základní sestavě české reprezentace v utkání semifinále baráže o postup na Mistrovství světa proti Švédsku, Češi prohráli 0:1 po prodloužení a na závěrečný turnaj nepostoupili.
Dohromady mezi lety 2018 a 2023 odehrál Masopust 34 utkání v dresu české reprezentace, v nichž vstřelil 2 branky.

### Reprezentační zápasy
Zápasy Lukáše Masopusta v A-týmu české reprezentace
| Rok    | Zápasy | Góly |
| ------ | ------ | ---- |
| 2018   | 1      | 0    |
| 2019   | 10     | 1    |
| 2020   | 6      | 0    |
| 2021   | 12     | 1    |
| 2022   | 2      | 0    |
| 2023   | 3      | 0    |
| Celkem | 34     | 2    |